# Rouleaux illustrés de la fondation du Seikō-ji
Les Rouleaux illustrés de la fondation du Seikō-ji (星光寺縁起絵, Seikō-ji engi emaki) est un emaki japonais datant du XVe siècle à l’époque de Muromachi. Il est classé bien culturel important du Japon et est entreposé au musée national de Tokyo. Traditionnellement, la réalisation des peintures est attribuée à Tosa Mitsunobu en 1487 ; toutefois, il est possible que l’œuvre actuelle n’en soit qu’une copie conçue peu de temps après. 

## Contexte

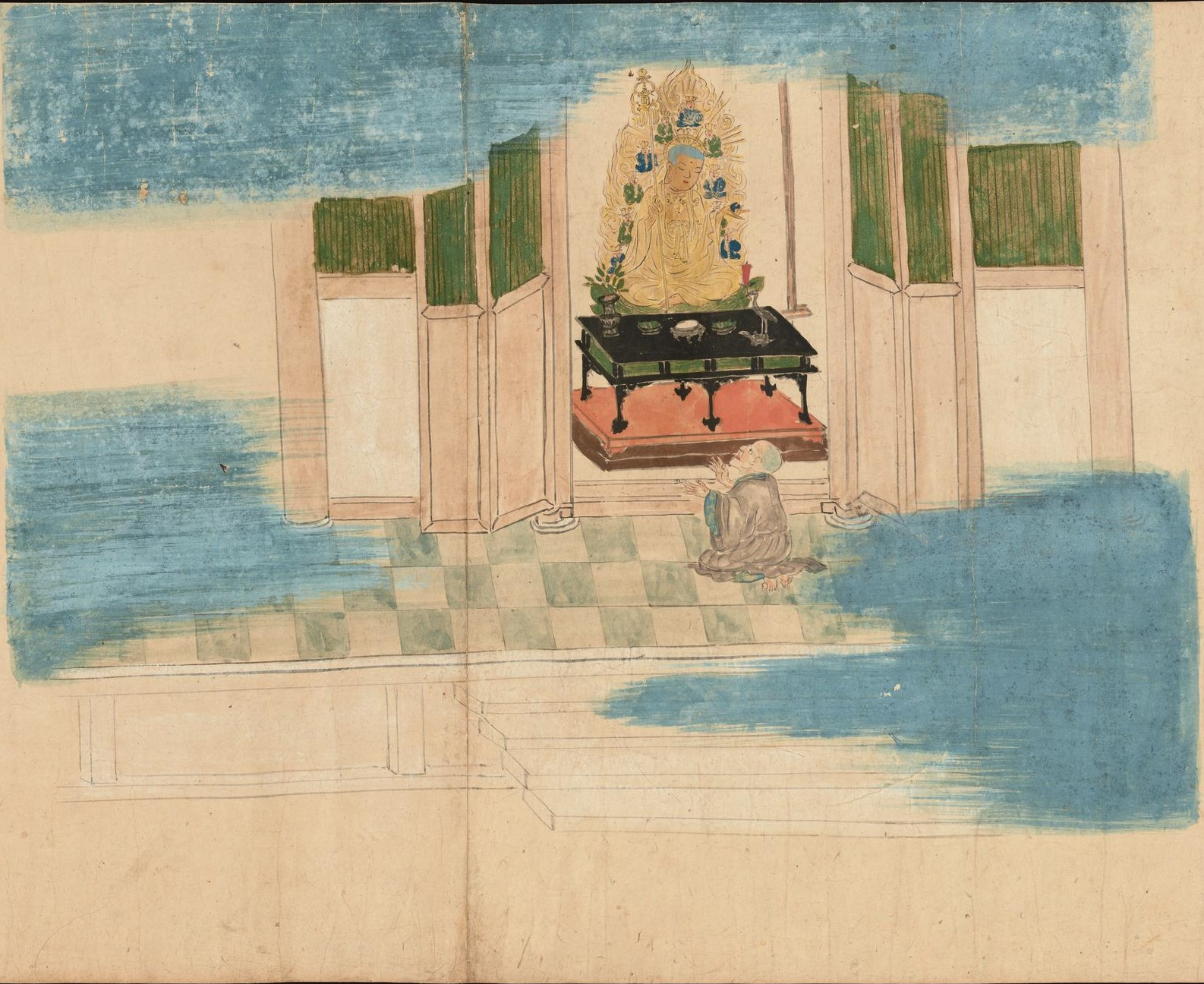
Septième et dernière peinture du second rouleau : la statue de Jizō dans le temple.

Apparu au Japon grâce aux échanges avec l’Empire chinois, l’art de l’emaki se diffusa largement auprès de l’aristocratie à l’époque de Heian (794–1185). Un emaki se compose d’un ou plusieurs longs rouleaux de papier narrant une histoire au moyen de textes et de peintures de style yamato-e. Le lecteur découvre le récit en déroulant progressivement les rouleaux avec une main tout en le ré-enroulant avec l’autre main, de droite à gauche (selon le sens d’écriture du japonais), de sorte que seule une portion de texte ou d’image d’une soixantaine de centimètres est visible. La narration suppose un enchaînement de scènes dont le rythme, la composition et les transitions relèvent entièrement de la sensibilité et de la technique de l’artiste. Les thèmes des récits étaient très variés : illustrations de romans, de chroniques historiques, de textes religieux, de biographies de personnages célèbres, d’anecdotes humoristiques ou fantastiques,…
La production des emaki est très soutenue durant l’époque de Kamakura (1185-1333), notamment en raison de l’émergence de nombreuses écoles bouddhiques qui alimentent le besoin en images religieuses. À partir de l’époque de Muromachi (1333–1573) qui suit, l’art des emaki s’essouffle quelque peu, leur réalisation devenant plus amateur et populaire. Plusieurs rouleaux à sujet religieux commandés par l’aristocratie restent cependant de relativement bonne facture durant cette époque,.

## Description

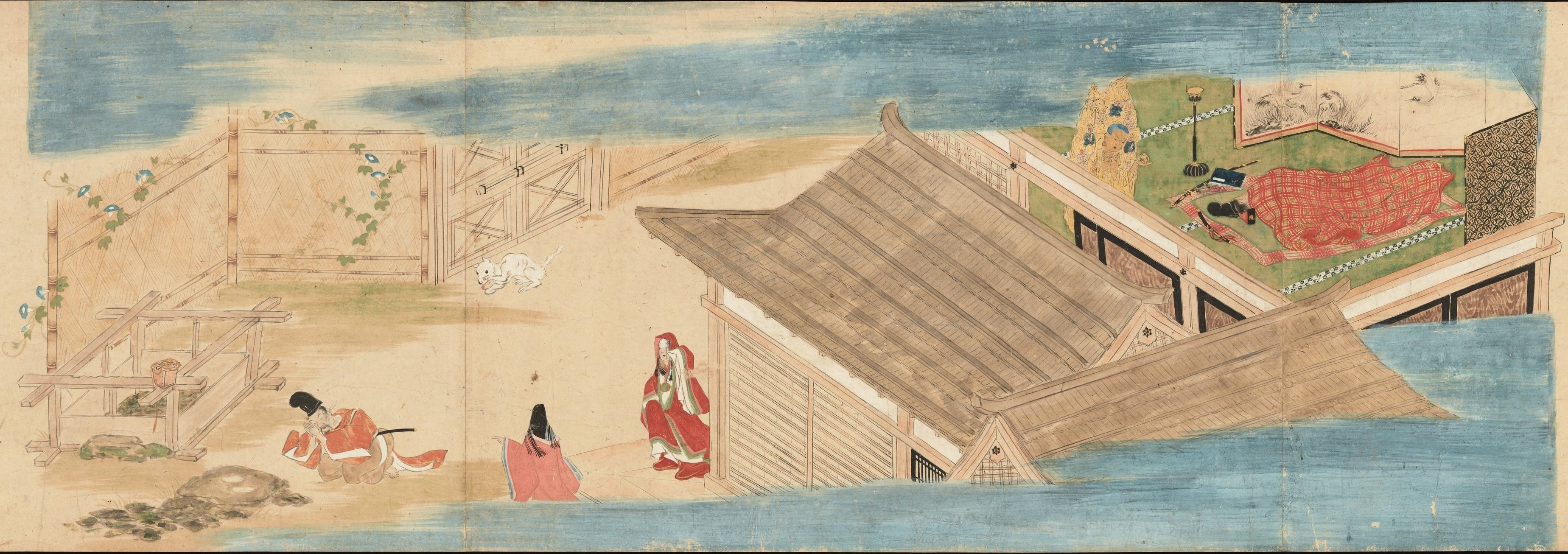
Troisième peinture du premier rouleau : Jizō apparaît en rêve à Taira no Sukechika.

L’emaki se compose de deux rouleaux de papier (33 × 1 063,9 cm ; 33 × 971,8 cm) composés d’une succession de textes et de peintures. Datant de 1487 (époque de Muromachi), il est communément attribué à Tosa Mitsunobu pour les peintures et Sanjōnishi Sanetaka pour les textes, bien qu’un doute subsiste sur l’authenticité de l’œuvre actuelle, qui pourrait être une copie des rouleaux de Tosa Mitsunobu réalisée peu de temps après 1487,.
Le rouleau narre la fondation du temple Seikō-ji par Taira no Sukechika vers 1230, ainsi que les miracles qui lui sont associés. La principale déité du temple est Jizō, un bodhisattva dont le culte est très répandu au Japon. Dans l’emaki, Jizō est fréquemment incarné sous la forme d’une statue sacrée,.

## Style
Les peintures s’inscrivent dans le mouvement yamato-e tardif de l’école Tosa. Le style de Tosa Mitsunobu, qui a réalisé plusieurs emaki pour le compte de commanditaires prestigieux, est marqué par le réalisme des visages, l’intérêt apporté aux petits métiers, et l’usage intensif de l’or et de l’argent.
Il utilise des procédés classiques pour la composition, notamment le fukinuki yatai qui consiste à ne pas représenter le toit des bâtiments afin d’en montrer l’intérieur depuis un point de vue éloigné, ainsi que l’usage de brumes pour suggérer la profondeur.

## Reproduction des deux rouleaux

Premier rouleau. Sens de lecture de droite à gauche.
Second rouleau. Sens de lecture de droite à gauche.